# Åsa Hasselrot
Åsa Marianne Hasselrot, född 29 augusti 1951 i Stockholm, är en svensk målare.
Hasselrot studerade vid Konsthögskolan i Stockholm 1976-1981, glasmåleri 1982 och monumentala tekniker 1995-1996. Hon debuterade i en utställning 1981 på Galleri Händer i Stockholm och har därefter medverkat i ett flertal separat-, grupp- och samlingsutställningar. Bland hennes offentliga arbeten märks al secco-målningen Draken på en husgavel i Stockholm. SVT 2 spelade in en film om målningens tillkomst. En glasmålning för Energimyndigheten i Eskilstuna, dekoration av en hisshall vid KS Thoraxkliniken i Stockholm, en väggmålning med mosaik vid Halmstad länssjukhus och en väggmålning för Statens Järnvägar. Vid sidan av sitt eget skapande var hon lärare i måleri på Konstskolan i Stockholm Folkuniversitetets estetutbildningslinje 1998-2007. Hasselrot är representerad vid Statens konstråd, Stockholms läns landsting, Hallands läns landsting, Skövde kommun, Västerviks kommun, Linköpings kommun, Kalmar kommun och Sveriges allmänna konstförening.